# Brodequin
Brodequin ist eine Death-Metal-Band aus Knoxville, Tennessee (USA). Der Bandname bezeichnet ein mittelalterliches Folterinstrument. Die Musik der Band wird dem Subgenre des Brutal Death Metal zugeordnet. Thematisch befasst sich Brodequin in den Texten mit dem Mittelalter bis hin in das 17. Jahrhundert und den Foltermethoden dieser Zeit.

## Geschichte
Gegründet wurde die Band 1998 von den Brüdern Jamie (Gesang, E-Bass) und Michael Bailey (E-Gitarre) sowie Schlagzeuger Chad Walls. Alle Mitglieder hatten zuvor bereits in anderen Musikgruppen gespielt, fühlten sich jedoch dort nicht wohl, weil sie ihre musikalischen Ideen nicht verwirklichen konnten. Nach Gründung nahm Brodequin ein Demo auf, wenig später folgten die Aufnahmen zum Debütalbum Instruments of Torture, das 2000 zunächst als Eigenproduktion veröffentlicht wurde. Von dem Album wurden in kurzer Zeit über 1.000 Exemplare verkauft, sodass bei Ablated Records das Album 2001 in einer zweiten Auflage erschien. Weil Brodequin die vollständige Kontrolle über Veröffentlichung und Marketing erlangen wollte, gründete Michael Bailey das Label Unmatched Brutality Records, bei dem in der Folgezeit sämtliche Alben der Band erschienen. Zunächst erschien 2001 das zweite Album Festivals of Death, gefolgt von der EP Prelude to Execution (2003). Im Winter 2003/2004 erfolgten die Aufnahmen zum bislang letzten 2004 veröffentlichten Studioalbum Methods of Execution. Neben Brodequin betrieb Jamie Bailey mit ex-Disgorge-Sänger Matti Way das Projekt Liturgy, das 2004 ein Album veröffentlichte. Als Höhepunkt der Bandkarriere bezeichnete Jamie Bailey den Auftritt auf dem Obscene Extreme im Jahr 2004. In der Folgezeit trat die Band regelmäßig auf Festivals wie dem Maryland Deathfest. Der Auftritt auf dem Death Feast Open Air in Hünxe 2008 wurde aus persönlichen Gründen abgesagt. im Laufe des Jahres löste die Band sich auf.
Ende 2015 verdichteten sich die Gerüchte über eine Wiedervereinigung der Band, die Jamie Bailey weder dementieren noch bestätigen wollte. Im Februar 2016 wurde bekannt, dass die Band für das Hellfest 2016 verpflichtet wurde.

## Stil
Als Haupteinflüsse der Band gelten Bands wie Disgorge, Broken Hope, Gorgasm, Deeds of Flesh oder Napalm Death. Die fast durchgehend mit Blastbeats unterlegte Musik ist sehr schnell gespielt, verzichtet fast vollständig auf Gitarren-Soli und bietet stark verfremdeten Gesang.
Die Liedtexte werden von Sänger Jamie Bailey verfasst und behandeln die Themen Folter und Hinrichtungen in der Zeit des Mittelalters, Inspiration erhält Bailey beim Lesen historischer Bücher. Auf die Themen nahm auch der Name der Band Bezug: Brodequin ist der Name eines mittelalterlichen Folterwerkzeuges, bei welchem dem Opfer die Beine in ein Holzgestell eingeschnürt und mit Hilfe von Keilen die Beinknochen gebrochen wurden. Das bekannteste Opfer dieser Foltermethode war Urbain Grandier.

## Diskografie
Studioalben
- 2000: Instruments of Torture (Eigenproduktion)
- 2001: Instruments of Torture (Re-Release, Ablated Records)
- 2001: Festival of Death (Unmatched Brutality Records)
- 2004: Methods of Execution (Unmatched Brutality Records)
- 2024: Harbinger of Woe (Season of Mist)

Sonstige
- 1998: Brodequin (Demo)
- 2002: Created to Kill (4-way) (Split mit Drowning, Aborted und Misery Index, Bone Brigade)
- 2003: Prelude to Execution (EP, Unmatched Brutality Records)

## Belege
1. ↑  Twan: Brodequin interview. In: Brutalism Webzine. 1. März 2001, archiviert vom Original (nicht mehr online verfügbar) am 11. März 2016; abgerufen am 24. Februar 2016 (englisch).  Info: Der Archivlink wurde automatisch eingesetzt und noch nicht geprüft. Bitte prüfe Original- und Archivlink gemäß Anleitung und entferne dann diesen Hinweis.
2. 1 2  Thomas: Brodequin-Interview. In: Blood Duster. 2001, abgerufen am 24. Februar 2016.
3. 1 2 3 4 5 6  BRODEQUIN :: Interview mit Jamie Bailey über 10 Jahre BRODEQUIN und eine eventuelle Reunion. In: Amboss Mag. 16. Oktober 2015, abgerufen am 24. Februar 2016.
4. 1 2  Sherrie Zemla: Brodequin interview. In: Tartarean Desire. September 2003, abgerufen am 24. Februar 2016 (englisch).
5. ↑  DEATH FEAST Open Air - SUFFOCATION & BRODEQUIN gecancelled. In: stormbringer.at. 26. Februar 2008, abgerufen am 24. Februar 2016.
6. ↑  Ivana Niwy Kovacova: Hellfest – new bands confirmed + 1-day passes. In: MusicExistence. 8. Februar 2016, abgerufen am 24. Februar 2016 (englisch).
7. ↑  Brodequin - Instruments of Torture. In: metal.de. Abgerufen am 24. Februar 2016.